# 산고촌 (도야마현)
산고촌(三郷村)은 도야마현 나카니카와군에 있던 촌이다. 현재의 도야마시에 해당한다.

## 역사
- 1889년 4월 1일 - 정촌제 시행에 의해 나카니카와군 산고촌이 성립하였다.
- 1954년 4월 1일 - 미즈하시정, 조조촌과 합병해 미즈하시정이 성립하였다.

## 참고문헌
- 『市町村名変遷辞典』東京堂出版、1990年。